# Qus (Egitto)
Qūṣ (in arabo قوص‎?, dall'antico egiziano Gesa o Gesy ) è una città nel moderno governatorato di Qena, in Egitto, situata sulla riva orientale del Nilo. Il suo nome moderno è uno dei tanti della lingua arabo-egiziana presi in prestito dalla lingua copta, l'ultima fase di vita della antica lingua degli antichi Egizi. Il nome greco-latino è Apollinopoli Minore (in latino Apollinopolis/Apollonopolis Parva o Apollonos minoris e in greco Ἀπόλλωνος ἡ μικρά; Ἀπόλλων μικρός).
L'antica città di Gesa si trovava sulla riva orientale del Nilo, e faceva parte del nomo di Hypseliote. La sua necropoli invece si trovava sulla riva opposta, quella occidentale.
Gesa era una città importante all'inizio della storia d'Egitto. Poiché all'epoca serviva come un punto di partenza per le spedizioni verso il Mar Rosso. La città gradualmente perse importanza fino all'apertura di un nuovo e alternativo percorso commerciale  verso il Mar Rosso, nel XIII secolo. Così Qus prese il posto di Qift nei commerci con l'Africa, l'India e l'Arabia. E fu così che diventò la seconda più importante città islamica dell'Egitto medioevale preceduta solo dal Cairo.
Al giorno d'oggi solo due piloni del tempio Tolemaico di Harwer (Horus il Vecchio) e Heqet rimangono a testimonianza della città antica. Oggi la 

## Economia
- città di Qus è sede di un grande progetto commerciale, degli Stati Uniti e della Germania, di convertire in carta, gli scarti di lavorazione delle raffinerie di canna da zucchero (bagasse).
- Agha Company Fondato 1995 Da parte mia Imprenditore,Abdelnasser Abdelfattah.[4]